# Улица Головачёва
Улица Головачёва — улица, расположенная в Юго-Восточном административном округе города Москвы на территории района Люблино.
Нумерация домов начинается от улицы Степана Шутова.

## История
Улица названа в 1971 году в честь дважды Героя Советского Союза гвардии полковника Александра Алексеевича Головачёва (1909—1945) — командира 23 гвардейской мотострелковой бригады, отличившейся в боях при форсировании Вислы и Одера.

## Расположение
Улица Головачёва начинается с узкой дороги от улицы Степана Шутова (фактически от Ставропольского проезда), затем расширяется, идёт на юг. Делает несколько изгибов, меняя направление на юго-восточное. Ещё раз плавно меняет направление на южное. В месте, где с запада и юга к ней примыкают Ставропольская и Чагинская улицы, улица Головачёва меняет направление на восточное. Продолжается далее и заканчивается в Кузьминском лесопарке у Московского высшего военного командного училища.

## Примечательные здания и сооружения

### по нечётной стороне
- Дом 3, корпус 2 — Дом культуры «Залесье», поликлиника № 189 (ЮВАО).
- Дом 5, корпус 3 — детский сад № 1100.
- Дом 15 — почтовое отделение № 380-109380; банкомат «Сбербанка России» на автобусной остановке.

### по чётной стороне
- Дом 2 — Московское высшее военное командное училище.

## Транспорт

### Автобус
Остановка «Улица Головачёва».
- 54: Капотня — станция метро «Люблино» — станция метро «Текстильщики»
- 228: Улица Головачёва — станция метро «Люблино» — станция метро «Текстильщики» — Саратовская улица
- 242: Улица Головачёва — станция метро «Люблино» — Цимлянская улица
- с797: Улица Головачёва — Братеевская пойма
- C4: Улица Головачёва — станция МЦД «Печатники»

### Метро
- Станция метро «Люблино» Люблинско-Дмитровской линии — в 2,8 км к западу от пересечения со Ставропольской улицей
- Станция метро «Котельники» Таганско-Краснопресненская линии — в 3 км к востоку от пересечения со Ставропольской улицей